# ADX Florence
L'ADX Florence (abreviatura d'United States Penitentiary Administrative Maximum Facility) és una presó federal de màxima seguretat dels Estats Units d'Amèrica. S'ubica prop de Florence, a l'estat de Colorado, dins d'un complex que acull altres presons amb una categoria de seguretat inferior. La presó de Florence acull alguns dels interns estatunidencs considerats més perillosos i és l'única penitenciaria federal amb la consideració de "supermàxima seguretat", significant que es prenen mesures extremes de control i es limita al màxim l'autonomia dels presoners. El complex ha estat anomenat l'«Alcatraz de les Muntanyes Rocoses».

## Condicions de vida
Els interns a les institucions de "supermàxima seguretat" romanen tot el dia tancats a les seves cel·les individuals i només poden sortir una o dues hores per a fer exercici físic dins d'un recinte interior. No els és permès mantenir cap contacte amb altres presoners ni la realització d'activitats comunitàries. Tampoc no poden comunicar-se amb l'exterior mitjançant el telèfon o qualsevol altre dispositiu.
Quasi tots els mobles de les cel·les són de formigó, inclosos els armaris, l'escriptori i el llit. Cada cel·la disposa d'un urinari metàl·lic, una pica i una dutxa amb limitador de temps per a evitar inundacions. Les finestres són franges estretes que permeten l'entrada de llum natural però no esbrinar la ubicació de la cel·la dins del complex penitenciari. Les cel·les poden tenir ràdio i un televisor emetent programes d'entreteniment, educatius i religiosos, però sempre són controlats des de l'exterior i els funcionaris poden desconnectar-los com a mesura de disciplina.
Les instal·lacions de l'ADX Florence disposen de nombroses càmeres de seguretat i sensors de moviment així com de 1.400 portes blindades controlades remotament.

## Interns destacats
- Zacarias Moussaoui, condemnat per formar part de la xarxa terrorista que realitzà els Atemptats de l'11 de setembre de 2001.[2]
- Theodore Kaczynski,[2] l'anomenat Unabomber, efectuà l'enviament de diversos paquets-bomba per a protestar contra la societat actual i l'abús de la tecnologia.
- Timothy McVeigh, realitzador de l'Atemptat d'Oklahoma City. Fou reclòs a Florence fins que el traslladaren al corredor de la mort de la presó de Terre Haute.[3]
- Terry Nichols, condemnat per col·laborar amb Timothy McVeigh.[2]